# Team Heizomat/Saison 2011
Dieser Artikel listet Erfolge und Mannschaft des Radsportteams Team Heizomat in der Saison 2011 auf.

## Abgänge – Zugänge
| Zugänge             | Team 2010 | Abgänge           | Team 2011              |
| ------------------- | --------- | ----------------- | ---------------------- |
| Jannick Geisler     | Neoprofi  | David Hesselbarth | Team NetApp            |
| Julian Hellmann     | Neoprofi  | Felix Rinker      | Atlas Personal         |
| Marius Jessenberger | Neoprofi  | Yannick Mayer     | Team NSP               |
| Tobias Lergenmüller | Neoprofi  | Jonas Schmeiser   | Team NSP               |
| Christian Mager     | Neoprofi  | Ralf Matzka       | Thüringer Energie Team |
| Martin Reinert      | Neoprofi  | Tim Barth         | Karriereende           |
| Mario Vogt          | Neoprofi  | Fabian Schaar     | Unbekannt              |

## Mannschaft
| Name                | Geburtstag        | Nationalität |
| ------------------- | ----------------- | ------------ |
| Jannick Geisler     | 16. März 1992     | Deutschland  |
| Julian Hellmann     | 20. Dezember 1990 | Deutschland  |
| Marius Jessenberger | 12. März 1991     | Deutschland  |
| Alexander Krieger   | 28. November 1991 | Deutschland  |
| Tobias Lergenmüller | 23. April 1991    | Deutschland  |
| Christian Mager     | 8. April 1992     | Deutschland  |
| Nils Plötner        | 7. Mai 1989       | Deutschland  |
| Martin Reinert      | 25. Februar 1992  | Deutschland  |
| Philipp Ries        | 10. Juli 1989     | Deutschland  |
| Mario Vogt          | 17. Januar 1992   | Deutschland  |

## Platzierungen in UCI-Ranglisten
UCI Europe Tour 2011
|       | Fahrer            | Punkte |
| ----- | ----------------- | ------ |
| 878.  | Nils Plötner      | 8      |
| 1139. | Alexander Krieger | 3      |
| 1212. | Philipp Ries      | 2      |